# مؤتمر الجميع التقدميين
مؤتمر الجميع التقدميين النيجيري (بالإنجليزية: All Progressives Congress )‏ هو حزب سياسي نيجيري، أسس في 2013، يقع مقره في أبوجا.

## أعضاء بارزون
- كود سباركل
- تحديث القائمة

- محمد بخاري (2015 - )
- Yemi Osinbajo
- Abiola Ajimobi
- زينب أحمد
- Nuhu Ribadu
- Ayisha Osori
- Abike Dabiri
- ديزموند أليوت
- Ogbonnaya Onu
- Judith Amaechi